# Шехер
Шехер (вірм. Շեխեր, азерб. Şəkər) — село у Мартунинському районі Нагірно-Карабаської Республіки. Село розташоване за 33 км на південний захід від міста Мартуні, на трасі Мартакерт — Дрмбон — Степанакерт — Кармір шука — Гадрут, за 6 км на південний схід від села Кармір шука та поруч з селами Гадрутського району Драхтік, Азох та Мец Тахлар.

## Пам'ятки
В селі розташована церква Святого Вардана 1603 р. та цвинтар 18-19 ст.